# شانون لاركن
شانون لاركن (بالإنجليزية: Shannon Larkin)‏ هو موسيقي أمريكي، ولد في 24 أبريل 1967 في شيكاغو في الولايات المتحدة.

## وصلات خارجية
- شانون لاركن على موقع IMDb (الإنجليزية)
- شانون لاركن على موقع ميوزك برينز (الإنجليزية)
- شانون لاركن على موقع ديسكوغز (الإنجليزية)
- شانون لاركن على موقع قاعدة بيانات الفيلم (الإنجليزية)